# Днепровский усач
Днепровский усач (лат. Barbus barbus borysthenicus) — подвид вида обыкновенного усача из семейства карповых.

## Ареал
На данный момент днепровский усач известен в бассейнах Днепра и Южного Буга, а также в некоторых их притоках (известен в реке Случь, притоке Припяти (бассейн Днепра)), в отличие от номинативного вида (Обыкновенный усач (Barbus barbus L., 1758)), который населяет почти всю центральную и западную Европу. Встречается в Днестре, выловленные экземпляры активно продаются на рынках. Усач  обитает в Немане, Днепре, Днестре, Южном Буге и их притоках. Близкие виды водятся в Тереке, Куре, Кубани, Куме и некоторых других реках.

## Таксономия
Статус этого подвида до сих пор является спорным, так как западные ученые относят его к номинативному виду, исходя из высокой степени изменчивости морфологических признаков среди рыб рода Barbus, представителем которого он является. Украинские и российские ученые, имея на руках живых экземпляров этих рыб, утверждают обратное. Богуцкая и Насека в «Каталоге круглоротых и рыб…» (2004) считают вполне возможным, что распространение Днепровского усача не ограничивается двумя бассейнами, так как морфологически усачи из рек Северного моря сходны с усачами из рек Черноморского бассейна, но эти же авторы не приводят конкретных доказательств в защиту своей теории. Потому этот вопрос до сих пор остается открытым.

## Описание

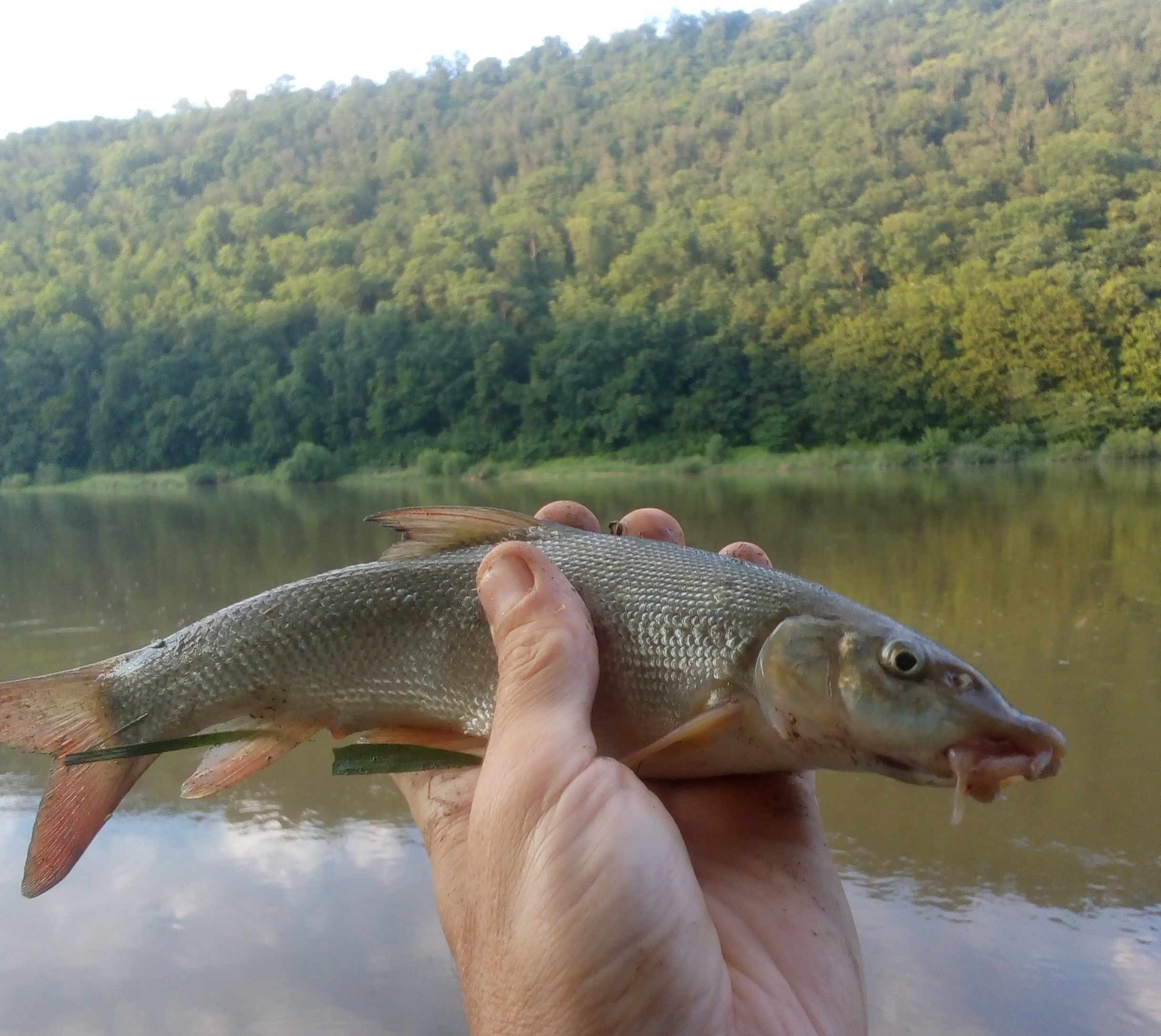
Усач, река Днестр, Ивано-Франковская область

Окраска тела ровная серебристая, редко с мелкими буроватыми пятнышками. Чешуя крупная. Средний вес 3 - 4 кг,встречаются экземпляры до 16 кг. Ведет придонный образ жизни на глубинах до 5-6 м. Питается в сумерках или ночью донными беспозвоночными и мелкой рыбой. Летом он обитает на глубоких, быстрых, большей частью каменистых местах. Держится обычно небольшими группами, но на излюбленных местах иногда наблюдаются значительные скопления. Самцы созревают на 2-3 году при длине 15-16 см, самки на 3-4 году при длине не более 22 см. Нерест происходит при температуре воды 11 —15° на каменистом или галечном грунте в конце мая — июне в южных районах и в июне — начале июля — в северных. Икрометание стайное. Продолжительность жизни до 12-13 лет.

## Нерест
Репродуктивный возраст у самок наступает в возрасте 4 лет при длине тела 30-35 см. Самцы же созревают уже на втором году жизни при
длине тела 9-15 см. Нереститься усач начинается в апреле- мае на глубоких местах с каменистым или песчано-галечным грунтом, при температуре воды не ниже 15°С — и продолжается до конца июня- начало июля. Для нереста поднимается вверх по течению.  Икра до 2.5 мм в диаметре, выметывается на быстром течении и забивается между камнями. Плодовитость до 41 тыс. икринок.
1. ↑  https://vniiribi.ru/wp-content/uploads/2025/04/%D0%94%D0%BD%D0%B5%D0%BF%D1%80%D0%BE%D0%B2%D1%87%D0%BA%D0%B8%D0%B9_%D1%83%D1%81%D0%B0%D1%87_%D0%98%D0%BB%D1%8E%D1%88%D0%B8%D0%BD%D0%B0_%D1%80%D0%BE%D1%81%D0%B1%D0%B8%D0%BE%D1%82%D0%B5%D1%85.pdf
2. ↑  https://www.calc.ru/krasnaya-kniga/Dneprovskiy-Usach.html